# 植松利夫
植松利夫（うえまつ としお）は、日本の財務官僚。国税庁長官官房審議官（酒税等担当）。主税局総務課長などを歴任。

## 来歴
神奈川県私立栄光学園高校卒業後、東京大学法学部卒業。1993年 大蔵省に入省。主計局総務課に配属。1995年6月 フランス留学。2005年7月 財務省主計局主計官補佐（厚生労働第五係主査）。年金や恩給など、7兆円を超える一般会計予算を担当。2006年7月 主計局主計官補佐（厚生労働第三係主査）。2008年7月 主計局主計官補佐（厚生労働第一、二係主査）。2009年8月 大阪大学大学院法学研究科教授。2019年7月9日 主税局税制第二課長。2021年7月8日 主税局総務課長。2022年6月28日 国税庁長官官房審議官（酒税等担当）。

## 略歴
- 1993年4月：大蔵省に入省。主計局総務課に配属[1]。
- 1994年5月：主計局調査課。
- 1995年6月：フランス留学。
- 1997年7月：大臣官房調査企画課調査主任。
- 1999年7月：内閣官房内閣内政審議室（内閣総理大臣秘書官補）。
- 2000年7月：厚生省保険局国民健康保険課長補佐。
- 2001年1月6日：厚生労働省保険局国民健康保険課長補佐。
- 2002年7月：金融庁総務企画局信用課長補佐（生保）[3]。
- 2004年7月：財務省主計局主計官補佐（厚生労働第六、七係主査）。
- 2005年7月：主計局主計官補佐（厚生労働第五係主査）（年金・恩給担当）[2]。
- 2006年7月：主計局主計官補佐（厚生労働第三係主査）。
- 2008年7月：主計局主計官補佐（厚生労働第一、二係主査）。
- 2009年8月：大阪大学大学院法学研究科教授。
- 2011年7月：大臣官房秘書課長補佐 兼 内閣官房副長官補付企画官 兼 内閣官房社会保障改革担当室企画官。
- 2015年7月9日：大臣官房付 兼 内閣官房内閣参事官（内閣官房副長官補付） 兼 内閣官房健康・医療戦略室参事官 兼 内閣官房社会保障改革担当室参事官 兼 内閣府国立研究開発法人日本医療研究開発機構担当室参事官 兼 内閣官房まち・ひと・しごと創生本部事務局参事官。
- 2015年10月5日：大臣官房付 兼 内閣官房内閣参事官（内閣官房副長官補付） 兼 内閣官房一億総活躍推進室参事官。
- 2017年8月8日：大臣官房付 兼 内閣官房内閣参事官（内閣官房副長官補付） 兼 内閣官房人生100年時代構想推進室参事官。
- 2018年7月17日：主税局調査課長。
- 2019年7月9日：主税局税制第二課長。
- 2020年7月22日：主税局税制第一課長。
- 2021年7月8日：主税局総務課長。
- 2021年9月7日：不動産鑑定士試験短答式試験試験委員。
- 2022年6月24日：大臣官房付。
- 2022年6月28日：国税庁長官官房審議官（酒税等担当）。